# Kämpfe in Syrien 2023
Am 23. März 2023 um 13:38 Uhr Ortszeit traf eine mutmaßlich aus dem Iran stammende Kamikaze-Drohne eine Koalitionsbasis in der Nähe von al-Hasaka im Nordosten Syriens und tötete einen US-amerikanischen Auftragnehmer und verletzte fünf weitere Personen. Als Vergeltung autorisierte der US-Präsident Joe Biden eine Antwort mit einem Luftangriff auf mit der IRGC verbundene Ziele, einschließlich eines Waffenlagers im Stadtteil Harabisch in Deir ez-Zor und Militärposten in der Landschaft von al-Mayadin und Abu Kamal, bei dem laut SOHR 14 Menschen getötet wurden, darunter neun Syrer. Am 24. März wurden 10 Raketen auf das Green Village in der Nähe des al-Omar-Ölfelds abgefeuert, wobei angeblich kein Schaden oder Verletzte entstanden sind. Am Nachmittag wurde eine weitere Raketenattacke auf US-Truppen in der Nähe der Öl- und Gasfelder von Conoco verübt.